# Gliklazid
A gliclazid (INN: gliclazide) vércukorszint-csökkentő hatású orális antidiabetikum, melyet N-atomot és endociklikus kötést tartalmazó heterociklusos gyűrűje különböztet meg a többi sulfonylurea-származéktól.
A VIII. Magyar Gyógyszerkönyvben  Gliclazidum     néven hivatalos.  

## Gyógyszerhatás
A gliclazid a hasnyálmirigyben található Langerhans-szigetek béta-sejtjeinek inzulin-szekrécióját serkentve csökkenti a vér glükózszintjét. A postprandiális inzulin- és C-peptid-elválasztás gliclazid adása után észlelhető fokozódása 2 éves kezelés után is kimutatható. A gliclazid erőteljes extra-pancreaticus hatásokat is kifejt; különböző metabolikus folyamatokon kívül az érfalra és a haemorheológiai jellemzőkre is hat.

## Hatásai az inzulin-elválasztásra
A gliclazid II. típusú diabetesben helyreállítja a glükóz adása után észlelhető első inzulin-szekréciós csúcsot, továbbá megnyújtja az inzulin-elválasztás második fázisának időtartamát. Étkezés vagy glükóz fogyasztása után számottevően fokozódik az inzulin-elválasztás.